# 周防國
周防國（日语：〔〕／〔〕 Suōnokuni */?），日本古代的令制國之一，屬山陽道，又稱防州。周防國的領域大約為現在山口縣的東南半部。

## 歷代守護

### 鎌倉幕府
- 1235年－1245年頃：藤原親實
- 1252年－？：長井泰重
- 1276年－1279年：北條宗賴
- 1279年－1280年：北條兼時
- 1281年－？：北條師時
- 1282年－？：北條忠時
- 1284年－1296年：北條實政
- 1298年－1299年：北條時仲
- 1300年－1305年：北條時村
- 1305年－？：北條熙時
- 1307年－1319年：北條時仲
- 1323年－1333年：北條時直

### 室町幕府
- 1334年－1351年頃：大內長弘
- 1351年頃～？：大內弘直
- 1358年－1378年：大內弘世
- 1378年－1399年：大內義弘
- 1400年－1401年：大內弘茂
- 1402年－1431年：大內盛見
- ？～1433年：大內持盛
- 1431年－1441年：大內持世
- 1441年－1465年：大內教弘
- 1465年－1495年：大內政弘
- 1495年－1528年：大內義興
- 1528年－1551年：大內義隆

## 歷代國司

### 周防守
- 源賴親
- 島津忠綱：越前國守護代。越前島津氏祖。
- 津田正信
- 松平康福：老中首座。石見濱田藩主。
- 松平康任：老中。石見濱田藩主。
- 松平康英：老中。武藏川越藩主。

### 周防介
- 大內義隆

## 郡
- 大島郡
- 玖珂郡
- 熊毛郡
- 都濃郡
- 佐波郡
- 吉敷郡

## 相關項目
- 日本令制國列表